# 3642 Frieden
3642 Frieden este un asteroid din centura principală, descoperit pe 4 decembrie 1953 de Herta Gessner.